# Break On Through (To the Other Side)
 Break On Through (To the Other Side)  — пісня каліфорнійського гурту «The Doors», заглавний трек з їхнього дебютного однойменного альбому. 
Break On Through (To the Other Side) стала першим синглом який видав гурт.

## Композиції
Сторона А
1. Break On Through To The Other Side 	(2:24)

Сторона Б
1. End Of The Night 	(2:49)